# Trichodiadema decorum
Trichodiadema decorum är en isörtsväxtart som först beskrevs av Nicholas Edward Brown, och fick sitt nu gällande namn av William Thomas Stearn och Hans Jacobsen. Trichodiadema decorum ingår i släktet Trichodiadema och familjen isörtsväxter. Inga underarter finns listade i Catalogue of Life.